# Golfo de Acaba
O golfo de Acaba ou Ácaba (em árabe:  خليج العقبة, Khalij al-Aqabah) ou golfo de Eilate (em hebraico:   מפרץ אילת , Mifrats Eilat) é um grande golfo na ponta norte do mar Vermelho, a leste da Península do Sinai e oeste do território árabe. O seu litoral é dividido entre quatro países: Egito, Israel, Jordânia e Arábia Saudita.

## Geografia

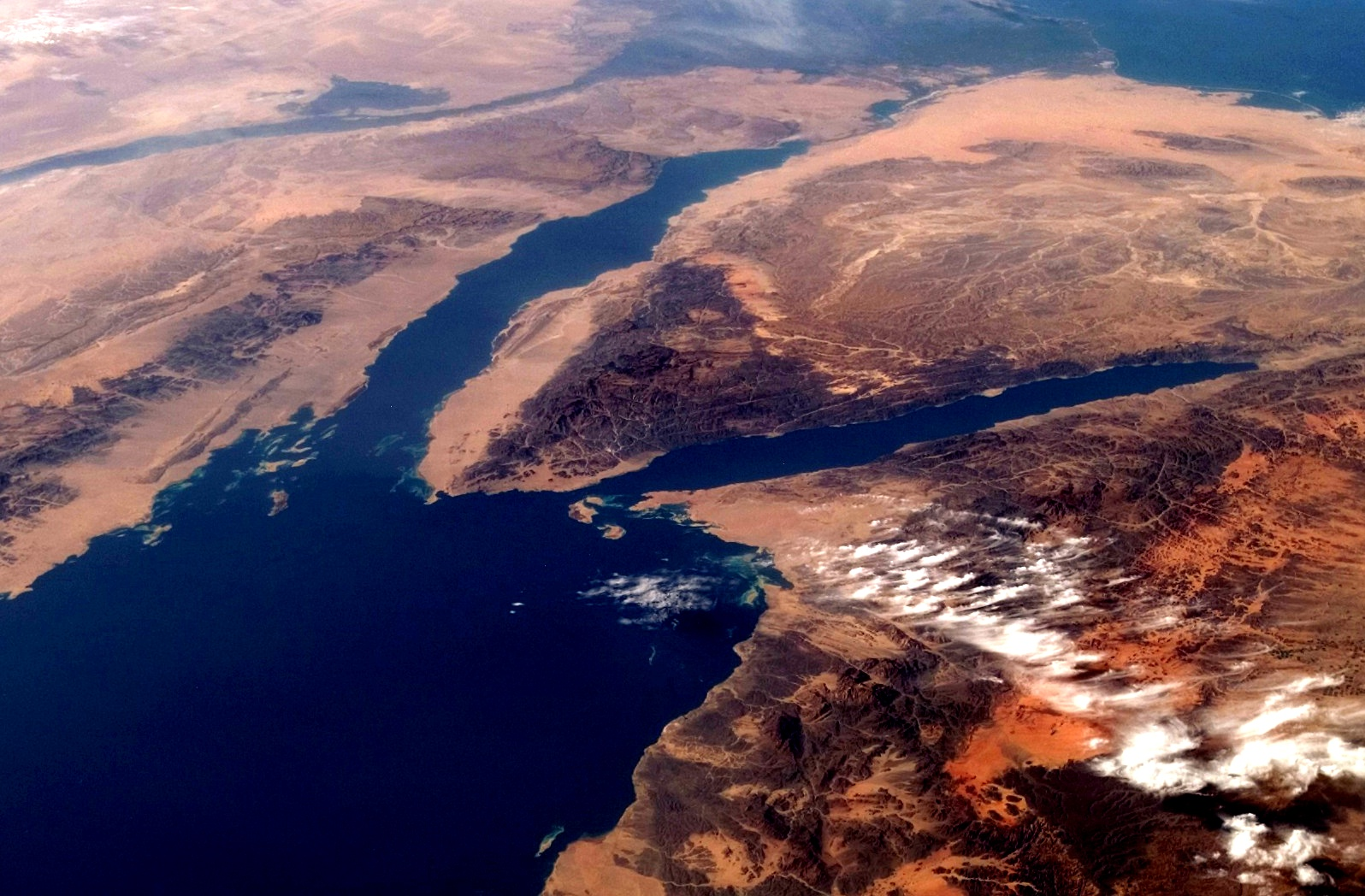
A Península do Sinai separando o Golfo de Suez para o oeste e o Golfo de Acaba, para o leste

O golfo fica a leste da Península do Sinai e a oeste da Península Arábica. Com o Golfo de Suez a oeste, ele se estende da porção norte do mar Vermelho. Atinge uma profundidade máxima de 1 850 m na sua área central: o Golfo de Suez é significativamente mais largo mas menos de 100 m de profundidade.
O golfo mede 24 quilômetros (15 mi) em seu ponto mais largo e estende-se a cerca de 160 quilômetros (99 mi) ao norte do Estreito de Tiran até onde Israel se encontra com o Egito e a Jordânia.

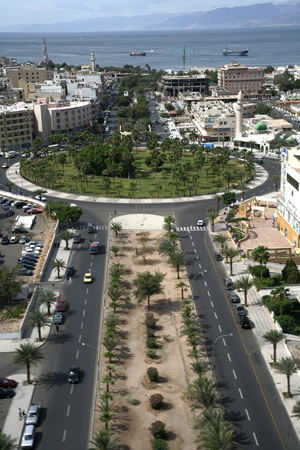
A cidade de Acaba é a maior do golfo

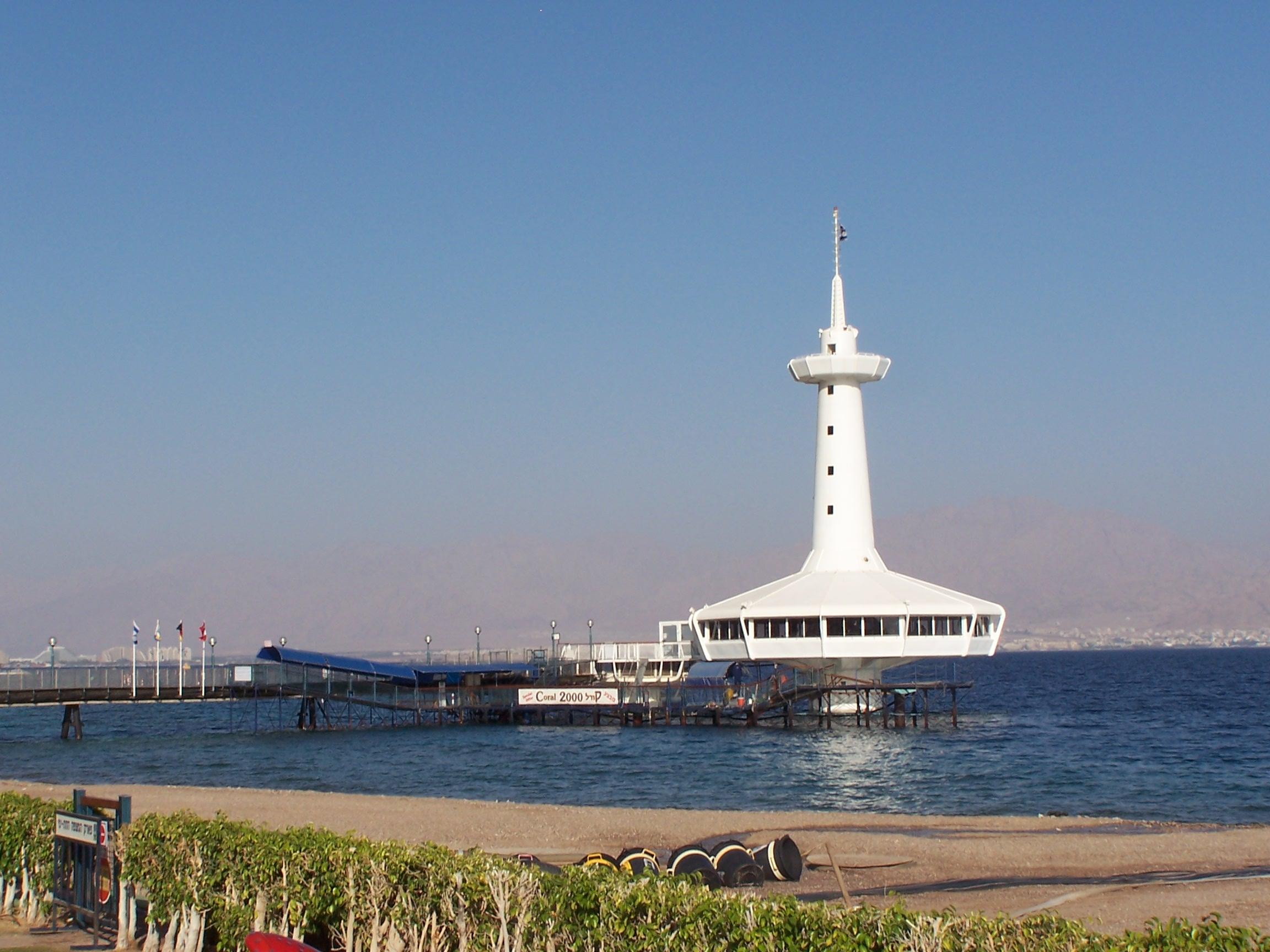
Observatório Parque Marinho Eilat em Eilat

tal como as águas costeiras do mar Vermelho, o golfo é um dos principais locais de mergulho do mundo. A área é especialmente rica em corais e outras biodiversidades marinhas e tem naufrágios acidentais e embarcações deliberadamente afundadas num esforço para fornecer um habitat para os organismos marinhos e reforçar a indústria local de turismo de mergulho.

### Cidades

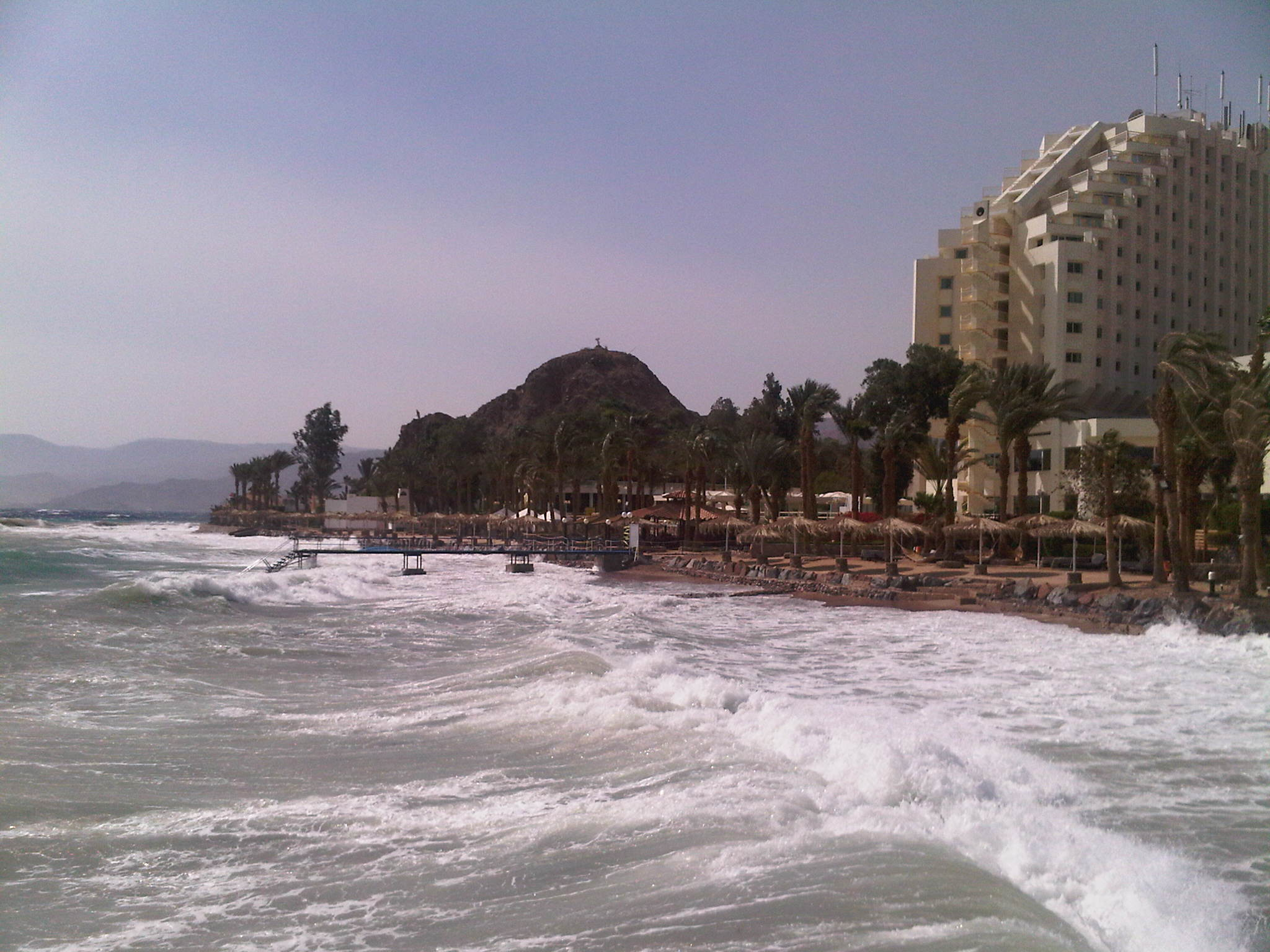
Praia de Taba

Neste extremo norte do golfo estão três importantes cidades: Taba, no Egito, Eilate, em Israel, e Acaba, na Jordânia. São portos comerciais estrategicamente importantes e resorts populares para turistas que procuram desfrutar do clima quente. Mais ao sul, Haql é a maior cidade da Arábia Saudita no golfo. No Sinai, Sharm el-Sheikh e Dahab são os principais centros.
O maior centro populacional é Acaba, com uma população de 108 000 (2009), seguido por Eilat com uma população de 48 000 (2009).

### Extensão
A Organização Hidrográfica Internacional define o limite meridional do golfo como "Uma linha que vai do sudoeste de Ràs al Fasma até Ilha de Requin (27° 57′ N, 34° 36′ L) através da Ilha de Tiran até ao seu ponto sudoeste e daí para oeste em paralelo (27 ° 54 'N) para a costa da Península do Sinai".

## Geologia
O golfo é um dos dois golfos criados pela bifurcação da Península do Sinai no norte do mar Vermelho, o Golfo de Suez a oeste da península e o Golfo de Acaba a leste. Geologicamente, o golfo forma o extremo sul da Falha do Mar Morto. Ele contém três pequenas bacias separadas, a Elat Deep, a Aragonese Deep e a Dakar Deep, formadas entre quatro segmentos laterais de falha de deslizamento. O movimento em uma dessas falhas causou o terremoto de 1995 no Golfo de Acaba.

## História

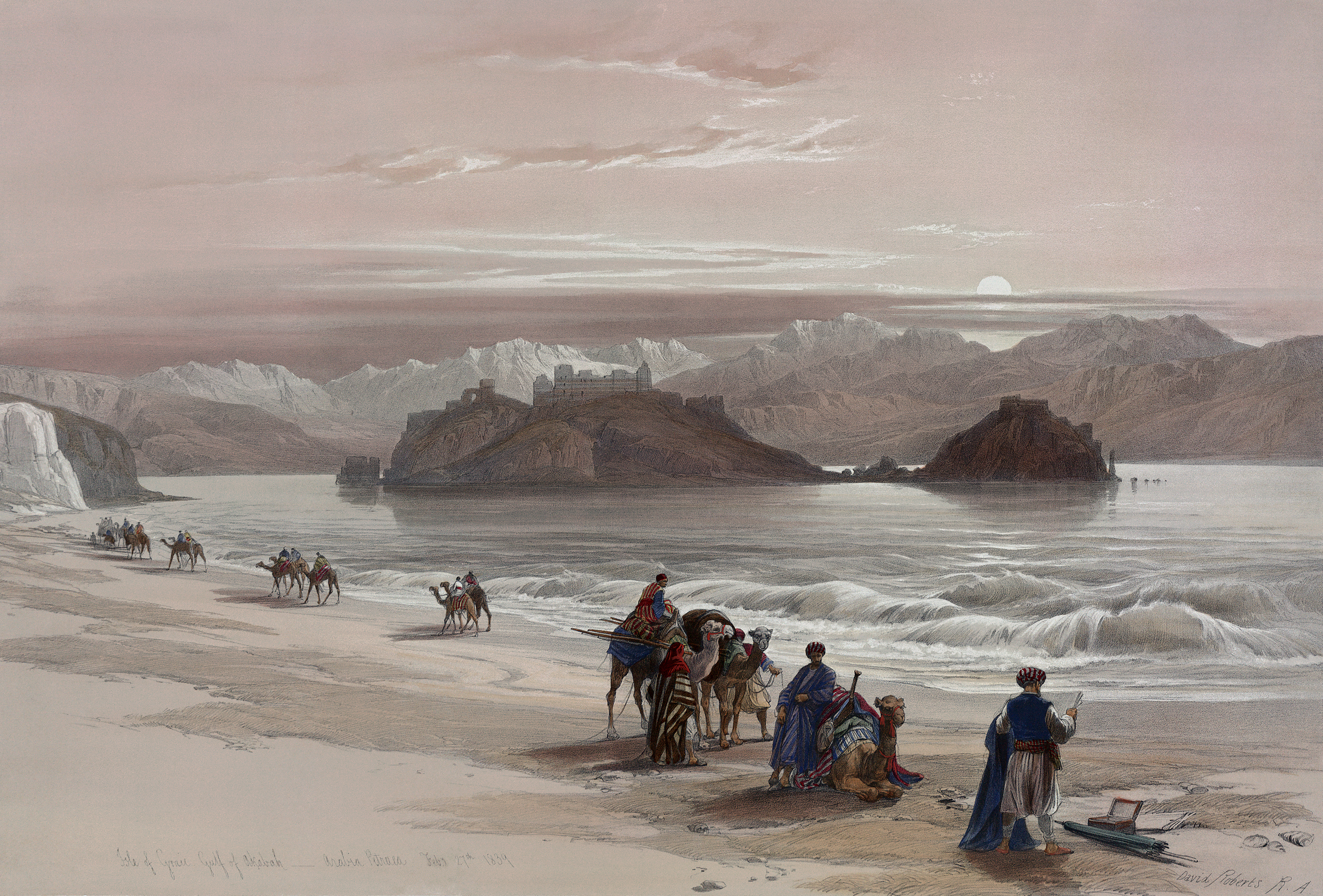
"Ilha de Graia, Golfo de Ácaba, Arábia Pétrea", 1839 litografia de uma caravana comercial por Louis Haghe de um original de David Roberts

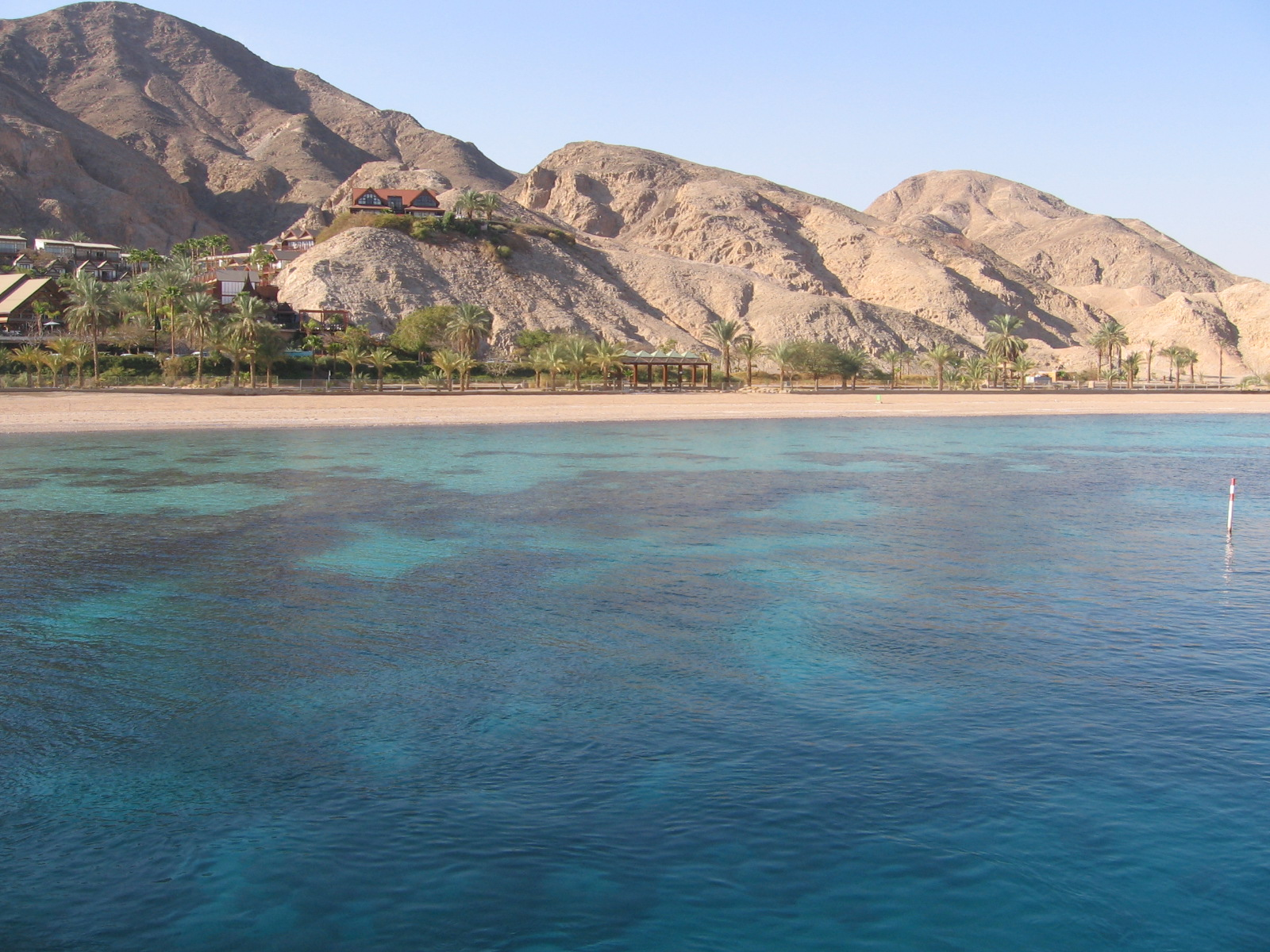
Um resort no Golfo de Eilat, perto da Praia do Coral de Eilat

O comércio através do mar Vermelho entre o porto de Tebas em Elim e Eilat, na cabeça do golfo, é documentado desde a quarta dinastia egípcia. Expedições cruzando o mar Vermelho e indo para o sul até Punt são mencionadas na quinta, sexta, décima primeira, décima segunda e décima oitava dinastias do Egito, quando Hatexepsute construiu uma frota para apoiar o comércio e viajou para o sul para Punt numa viagem de seis meses. Tebas usava ouro Núbio ou Nub de suas conquistas ao sul em Cuxe para facilitar a compra de olíbano, mirra, betume, natrão, óleo de zimbro, linho e amuletos de cobre para a indústria de mumificação em Carnaque. Os assentamentos egípcios perto de Timna, na cabeceira do golfo, datam da décima oitava dinastia do Egito.
No extremo norte, a antiga cidade de Aila (a atual Acaba) era um centro comercial para os Nabateus. Os romanos construíram a Via Trajana Nova, que se juntou à Estrada do Rei em Acaba e conectou a África à Ásia e o Levante ao mar Vermelho.
Acaba era um importante porto Otomano, ligado a Damasco e a Medina pelo caminho-de-ferro de Hejaz. Durante a Primeira Guerra Mundial, a Batalha de Acaba foi a principal batalha que encerrou o domínio otomano de 500 anos sobre a Grande Síria.
O programa de Pesquisa e Exploração da Zona Crepuscular dos Fuzileiros Navais (MTRX) foi criado em 2003 pelo Instituto Interuniversitário de Ciências Marinhas de Eilat para conduzir pesquisas sobre os sistemas profundos de recifes de corais do norte do mar Vermelho.

## Turismo

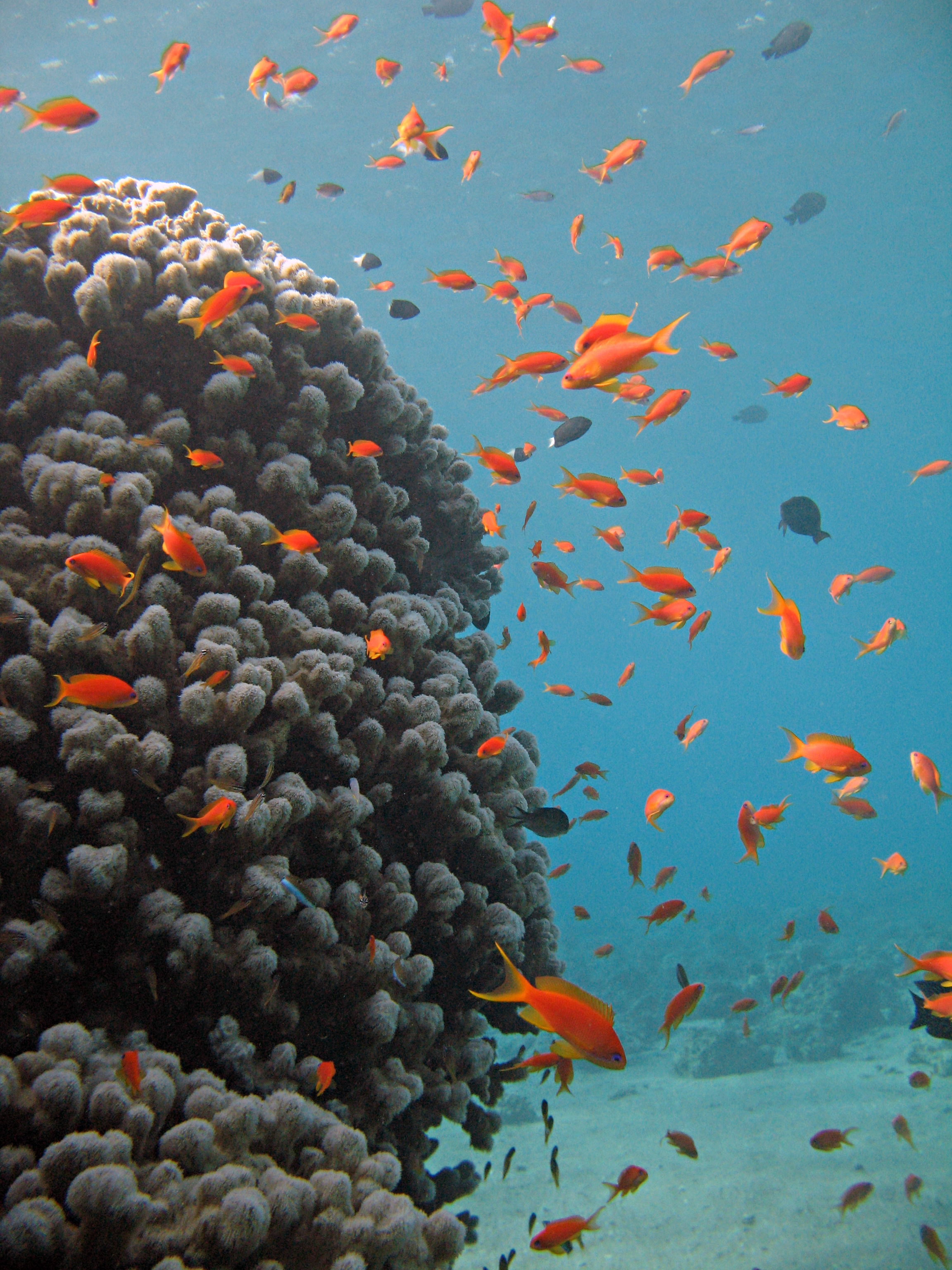
Corais do mar Vermelho e peixes marinhos

O golfo é um dos destinos de mergulho mais populares do mundo. Cerca de 250 000 mergulhos são realizados anualmente nos 11 km de costa de Eilat e o mergulho representa 10% do rendimento do turismo nesta área.
A paisagem de Uádi de Rum, a leste da borda norte do golfo é um destino popular. Outros destinos são as ruínas da civilização férrea de Ayla na cidade de Acaba, local da Batalha de Acaba na Primeira Guerra Mundial, liderada por Lawrence da Arábia.
Baleias, orcas, golfinhos, dugongos e tubarões-baleia também vivem no golfo.

## Ligações Externas
- The Red Sea Marine Peace Park página em Ministério das Relações Exteriores de Israel - uma iniciativa conjunta Israel-Jordânia